# Heiratspolitik der Habsburger

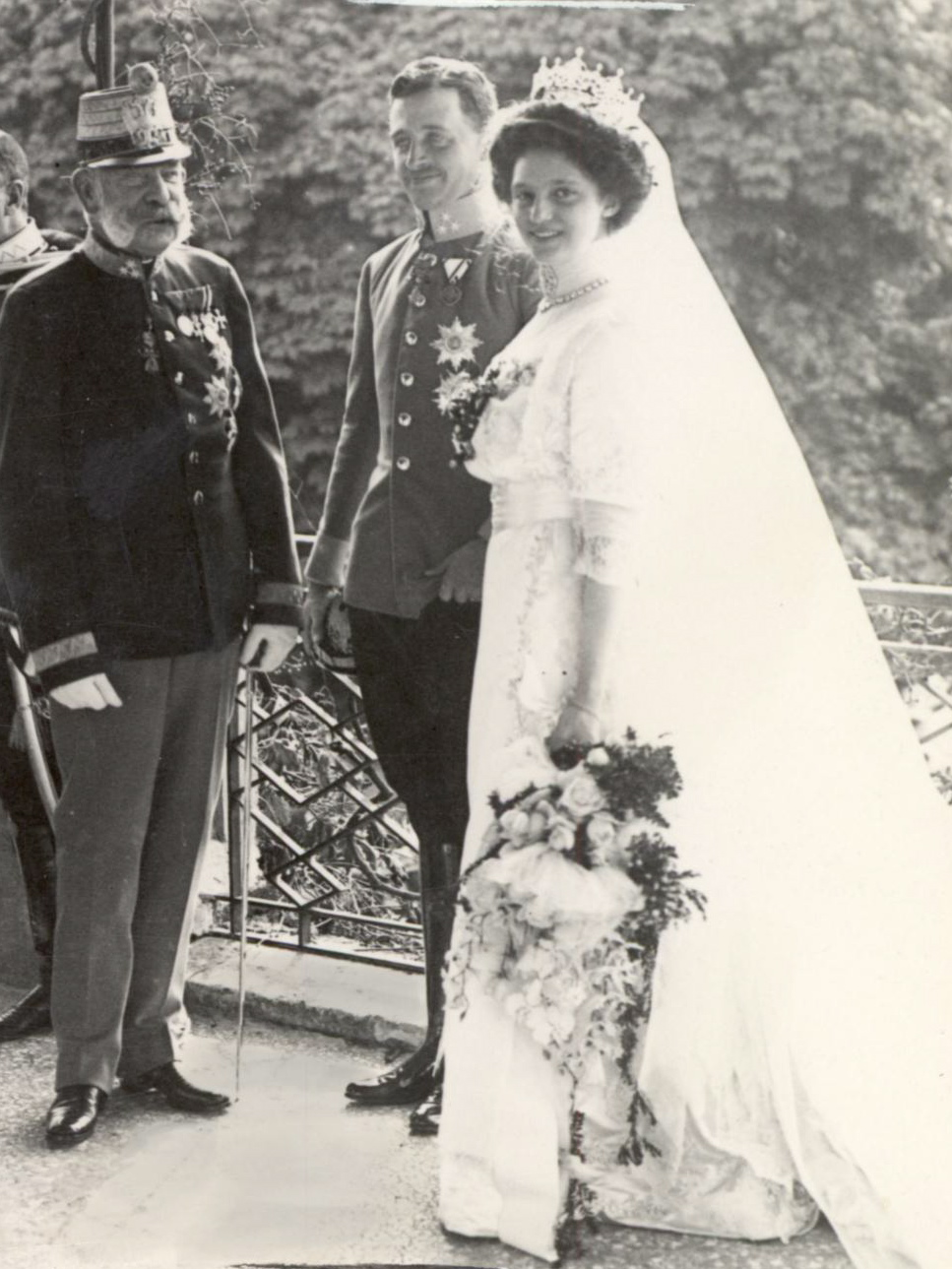
Hochzeit von Erzherzog Karl und Zita von Bourbon-Parma auf Schloss Schwarzau, in Anwesenheit von Kaiser Franz Joseph I. (links) Oktober 1911

Die Heiratspolitik der Habsburger bezeichnet die Praxis und Tradition dieses Adelshauses, seit dem ausgehenden Mittelalter den eigenen Herrschaftsbereich durch Heiraten immer wieder äußerst erfolgreich auszudehnen, was über die generelle Bedeutung dynastischer Politik in der Vormoderne hinausgeht und unter dem Motto Bella gerant alii, tu felix Austria nube zur habsburgischen „Meistererzählung“ wurde.

## Identitätsstiftendes Motto
Seit der Barockzeit wird diese Vorgehensweise charakterisiert durch das genannten Motto, ein Distichon, das vollständig folgendermaßen lautet:
| Bélla geránt aliī, tu félix Áustria nūbe. Nám quae Márs aliīs, dát tibi díva Venús. |  | Kriege führen mögen andere, du, glückliches Österreich, heirate. Denn was Mars den anderen, gibt dir die göttliche Venus.[3] |
Das Motto geht zurück auf die zweite Zeile eines Distichons aus Ovids Heroides (13,82). Dort heißt es im Pentameter-Vers:
| Bella gerant alii, Protesilaos amet. |  | Kriege führen mögen andere, Protesilaos soll lieben. |
Im Vorfeld des Trojanischen Krieges prophezeite ein Orakelspruch den Tod jenes Griechen, welcher als erster trojanischen Boden betreten wird. Der Held Protesilaos wurde, nachdem er nach seiner Hochzeit mit Laodameia nach Troja aufgebrochen war, durch die Hand Hektors getötet. Die Götter gewährten ihm trotz seines Todes eine Rückkehr zu seiner Gemahlin, welche er für wenige Stunden lieben durfte. Aus Liebe folgte Laodameia ihrem Gemahl in den Tod.
Eine Parallele dazu, möglicherweise die älteste Vorlage, findet sich in der Ilias (5,428 f), als Zeus Aphrodite mit den Worten tröstet:
| οὔ τοι, τέκνον ἐμόν, δέδοται πολεμήια ἔργα, ἀλλὰ σύ γ' ἱμερόεντα μετέρχεο ἔργα γάμοιο! |  | Dir nicht, mein Kind, sind gegeben die kriegerischen Taten, nein, sondern du geh aus auf Werke der Liebe und Ehe! |
„…tu felix Austria, nube!“ kann verschieden verstanden werden. Zum einen drückt die Phrase das Geschick der Habsburger aus, Herrschaftsausbau durch günstige Eheschließungen zu erreichen. Zum anderen kann sie als Spottvers verstanden werden auf die mangelnde Fähigkeit, durch Krieg und Diplomatie erfolgreich zu sein. Deshalb wurde die Urheberschaft des Spruchs zum einen im negativen Sinn dem Gegenspieler des habsburgischen Kaisers Friedrich III., dem ungarischen König Matthias Corvinus, zugeschrieben, zum anderen im positiven Sinn dem habsburgischen Kaiser Maximilian I. selbst. Inzwischen ist gesichert, dass beide kolportierten Urheberschaften spätere Zuschreibungen sind; das Motto findet sich in den Quellen erstmals im 17. Jahrhundert.

## Beispiele der Heiratspolitik

### Friedrich III., Burgund und Bayern
Trotz seiner langen Regierungszeit gilt Friedrich III. als kriegsscheuer und politisch eher schwacher Kaiser. Mit Karl dem Kühnen handelte er die Heirat zwischen seinem Sohn Maximilian, dem späteren Kaiser Maximilian I., und Maria von Burgund aus. Durch diese Verbindung von 1477 wurden die Niederlande, einer der urbanisierten Modernisierungskerne Europas, zu einem Zentrum des habsburgischen Reiches. Das Haus Österreich stieg dadurch zur europäischen Großmacht auf. Der Territorienerwerb sollte das Reich auch gegen die stärker werdende Macht der französischen Krone stärken.
Die Eheschließung der Tochter Friedrichs III., Kunigunde von Österreich, und des Herzogs Albrecht von Bayern diente wiederum dazu, einen Krieg zu vermeiden. Albrecht hatte sich widerrechtlich Reichslehen angeeignet und hielt mit der Maßgabe um Kunigundes Hand an, dass Friedrich III. dieses Reichslehen Kunigunde als Mitgift mit in die Ehe gebe. Um einem Krieg aus dem Wege zu gehen, stimmte Friedrich III. diesem Vorschlag zu.

### Maximilian I. und Spanien

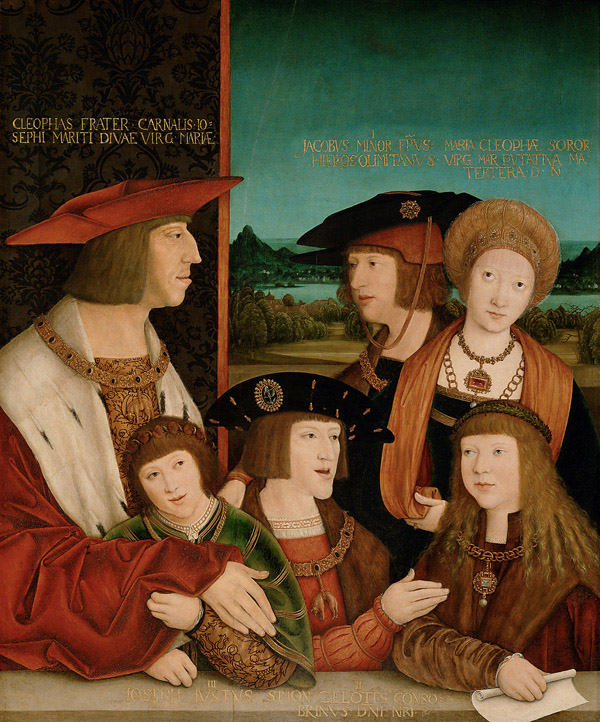
Bernhard Strigel: Kaiser Maximilian und seine Familie. Maximilian I. prägte die Heiratspolitik seiner Dynastie maßgebend.

Paradigmatisch für die Sichtweise, die Heiraten als besonderes Geschick der Habsburger zu verstehen, ist die Politik Kaiser Maximilians I., Sohn Friedrichs III. Aus der Ehe mit Maria von Burgund gingen zwei Kinder hervor: Philipp der Schöne und Margarethe von Österreich. Durch die antifranzösische Allianz mit Spanien wurde die Doppelhochzeit zwischen Philipp und Johanna von Spanien und zwischen Margarethe und Johann von Spanien arrangiert. Diese Doppelhochzeit sollte beiden Mächten als enges Bündnis gegen Frankreich dienen. Durch eine Verkettung von Todesfällen aller Thronfolger fiel das Erbe der spanischen Könige nach dem Tod Ferdinands II. von Aragon auf Johannas und Philipps Sohn Karl V., den späteren Kaiser. Dadurch stieg das Haus Österreich zur europäischen Hegemonialmacht auf. Zugleich entzündete sich an seiner Heirats- und Bündnispolitik der über 200 Jahre währende habsburgisch-französische Gegensatz.

### Ferdinand I. (HRR) und Ungarn/Böhmen
- siehe Hauptartikel Wiener Doppelhochzeit

Mit der Doppelhochzeit von 1515 erhielten die Habsburger im weiteren Verlauf der Geschichte den Zugriff auf Böhmen und Ungarn.

### Töchter von Ferdinand I. und Italien
Auch die Heiratspolitik während der Renaissance war auf territoriale Ausdehnung gerichtet, wie die Hochzeiten der drei Töchter von Kaiser Ferdinand I. (1503–1564) und der jagiellonischen Prinzessin Anna (1503–1547) zeigen. Damals hatte Oberitalien mit seinen reichen Städten politisch, wirtschaftlich und kulturell einen besonderen Stellenwert. Erzherzogin Eleonore musste 1534 den an einer Wirbelsäulenverkrümmung leidenden Guglielmo Gonzaga heiraten, die Ehe galt jedoch für die damalige Zeit als relativ glücklich. Ihre Schwester Erzherzogin Barbara musste Alfonso II. d’Este heiraten, die Ehe blieb jedoch kinderlos und Barbara starb mit 33 Jahren an Tuberkulose. Die dritte Schwester Erzherzogin Johanna wurde an Francesco de Medici verheiratet, der jedoch die Affaire mit seiner Mätresse Bianca Cappello weiter aufrechterhielt. Nach Johannas Tod heiratete er Bianca als zweite Ehefrau. Das Kunsthistorische Museum zeigte anhand des Beispiels dieser italienischen Heiraten im Herbst 2010 eine Ausstellung im Schloss Ambras über die Heiratspolitik der Habsburger.

### Maria Theresia, Italien und Frankreich

Königin Marie-Antoinette und ihre Kinder (Porträt von Élisabeth Vigée-Lebrun)

Auch Maria Theresia versuchte durch günstige Eheschließungen ihrer Kinder den politischen Einfluss an fremden oder weit entfernten Höfen auszuweiten. Die Heiraten sollten den habsburgischen Erblanden Bündnisse mit anderen Dynastien zum Beistand gegen das Preußen Friedrichs II. schaffen. Hier seien zwei Beispiele herausgegriffen.
Maria Theresias Tochter Maria Karolina wurde 1768 mit König Ferdinand I. von Neapel-Sizilien verheiratet. Durch die Verbindung mit dem Bourbonen erhoffte sich Maria Theresia nicht nur Machtzuwachs für das Haus Österreich, sondern auch eine bessere Kommunikation zwischen den beiden Dynastien. Zu dieser Zeit herrschte das Haus der Bourbonen über Frankreich, Spanien, Neapel-Sizilien und Parma. Maria Theresia wies ihren Töchtern die Rolle einer Herrschergattin zu, was Repräsentation, Unterhaltung und Zurückhaltung einschloss. Diese Pflichten übte Maria Karolina nur teilweise aus. Sie engagierte sich soweit möglich politisch und förderte die Eigenständigkeit Neapel-Siziliens, das sehr von Spanien abhing. Der Briefwechsel zwischen ihr und Maria Karolina zeigt die Unzufriedenheit Maria Theresias über das Verhalten ihrer Tochter, das nicht Maria Theresias Plänen entsprach.
Ähnlich entwickelte sich Marie-Antoinette am französischen Hof. 1770 wurde die jüngste Tochter Maria Theresias vierzehnjährig mit dem französischen Dauphin, dem späteren Ludwig XVI., verheiratet. Dahinter stand die Absicht, Einfluss auf die französische Politik des Königs Ludwig XV. und später auf die Ludwigs XVI. zu nehmen und Beistand gegen den Erzfeind aus Preußen zu erhalten. Der Briefwechsel zwischen Mutter und Tochter macht auch hier deutlich, dass Marie Antoinette die Erwartungen nicht erfüllte. Maria Theresia kritisiert den Lebensstil ihrer Tochter und die mangelnde Ausübung ihrer Pflichten. Sie ermahnt Marie-Antoinette ihr luxuriöses Leben einzuschränken, ihre Gebete sorgsam zu sprechen und ihren Aufgaben als Tochter Österreichs am französischen Hof nachzukommen.

### Marie Louise von Österreich und Napoléon Bonaparte

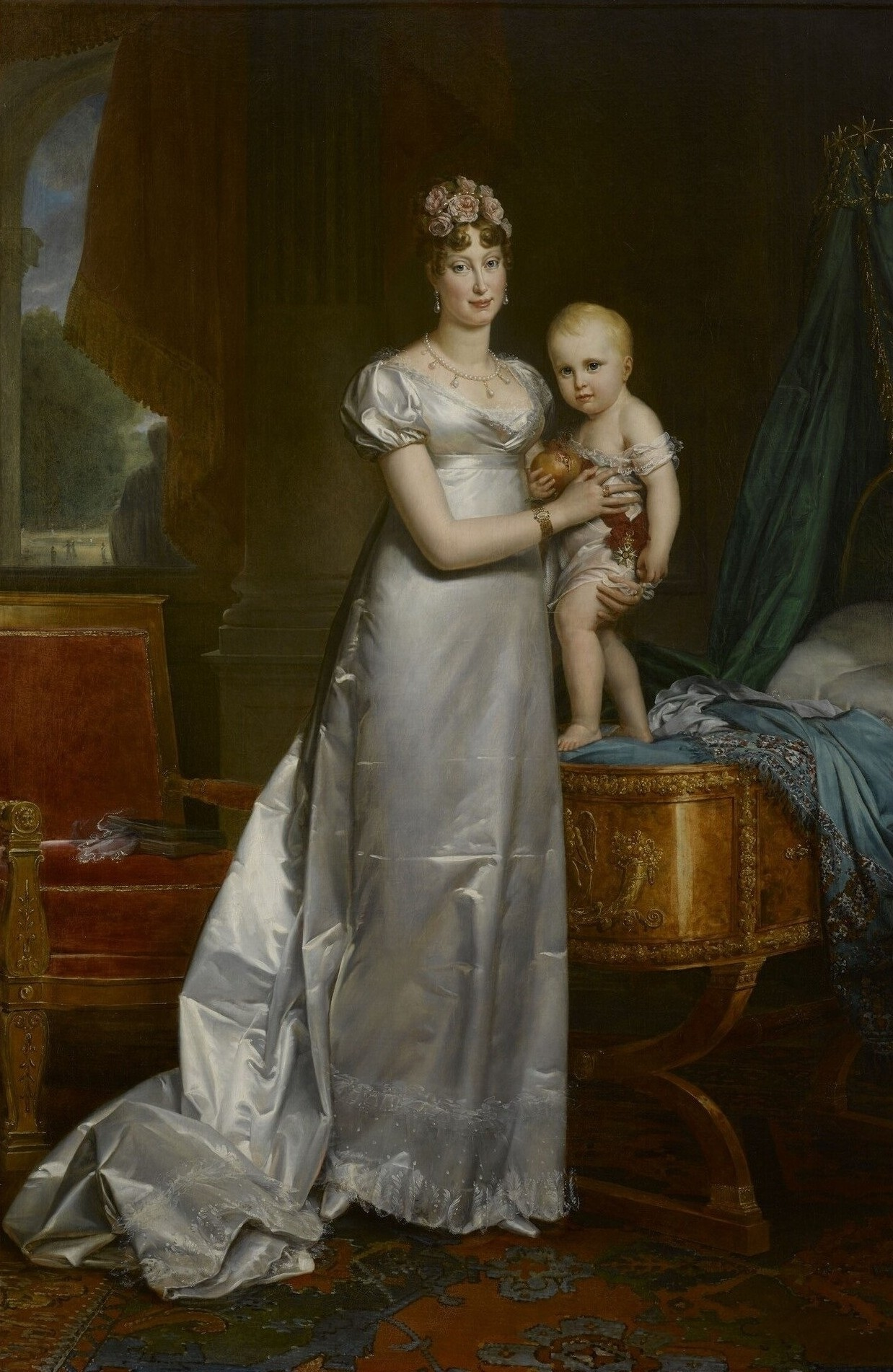
Kaiserin Marie Louise und ihr Sohn Napoleon Franz, König von Rom. (Porträt von François Gérard)

Für die Eheschließung mit Marie Louise von Österreich ließ der französische Kaiser Napoleon Bonaparte die Ehe mit seiner bisherigen Gemahlin Joséphine im Jahr 1810 wegen Kinderlosigkeit scheiden. Am 11. März 1810 fand eine Ferntrauung zwischen der damals 18-jährigen Erzherzogin und dem Kaiser der Franzosen statt. Die offizielle Hochzeit wurde am 1. April in der Kapelle des Louvre vollzogen.
An diese Heirat waren große Erwartungen geknüpft. Auf der einen Seite beabsichtigte Franz I., Kaiser von Österreich und Marie Louises Vater, eine Festigung des französisch-österreichischen Bündnisses. Napoléon hingegen erhoffte sich durch diese Verbindung die Legitimation seines französischen Kaiserreiches und den langersehnten Thronerben. In Österreich waren die Meinungen über diese Heirat geteilt: Während die Unterschichten auf einen lang anhaltenden Frieden hofften, empfand der Adel die Heirat als nationale Demütigung.
Marie Louise war mit ihrem Schicksal als Kaiserin der Franzosen an Napoléons Seite weniger zufrieden. Sie verabscheute Napoléon und bezeichnete ihn als Antichristen. Dennoch fügte sie sich in diese Entscheidung und betrachtete sie als persönliches Opfer für das Haus Habsburg. Staatskanzler Metternich bemerkte hierzu: „Kann man zwischen dem Untergang einer ganzen Monarchie und dem persönlichen Unglück einer Prinzessin wählen?“

## Künstlerische Verarbeitung
Die besondere Bedeutung der habsburgischen Heiratspolitik für die Dynastie hob ein Gemälde von Václav Brožík (Wenzel von Brosik) von 1896 hervor. Im Auftrag von Kaiser Franz Joseph I. porträtierte der Historienmaler zum Anlass des fünfzigjährigen Thronjubiläums die Doppelhochzeit der Enkel Maximilians I. 1515 im Wiener Stephansdom. Das Bild mit dem Titel Tu felix Austria nube findet sich im Wiener Kunsthistorischen Museum.